# Лаанест, Арво Хансович
Арво Хансович Лаанест (эст. Arvo Laanest; 22 марта 1931, Таллин — 10 мая 2003, Таллин) — советский и эстонский лингвист, специалист по прибалтийско-финским языкам и особенно по ижорскому языку.
Окончил Тартуский университет, ученик Пауля Аристэ. Работал в Институте языка и литературы Эстонской академии наук / Институте эстонского языка.
В 1959 году защитил кандидатскую диссертацию по теме «Субстантивный атрибут в прибалтийско-финских языках», в 1978 году — докторскую диссертацию по теме «Историческая фонетика и морфология ижорского языка».
Был членом редакционной коллегии журнала «Советское финно-угроведение» / «Linguistica Uralica». Член авторского коллектива Лингвистического энциклопедического словаря и уралистского тома серии «Языки мира».

## Труды
- Ижорские диалекты. Лингвогеографическое исследование. — Таллин, 1966. — 182 с.
- Sissejuhatus läänemeresoome keeltesse. [Введение в прибалтийско-финские языки] — Tallinn: Eesti NSV Teaduste Akadeemia, 1975. — 240 lk
На немецком языке: Einführung in die ostseefinnischen Sprachen. — Hamburg: Buske, 1982. — 349 S. — ISBN 3-87118-487-X
- А. Лаанест. Прибалтийско-финские языки // [Коллектив авторов]. Основы финно-угорского языкознания. Прибалтийско-финские, саамский и мордовские языки. — М.: Наука, 1975. — 347 с. — С. 5—122.
- Isuri keele ajalooline foneetika ja morfoloogia. [Историческая фонетика и морфология ижорского языка] — Tallinn: Valgus, 1986. — 187 lk
- Составитель: Isuri murdetekste. [Ижорские диалектные тексты] — Tallinn: Eesti NSV Teaduste Akadeemia, 1966. — 242 lk
- Составитель: Isuri keele Hevaha murde sõnastik. [Словарь хэваского диалекта ижорского языка] — Tallinn: Eesti Keele Instituut, 1997. — 233 lk — ISBN 9985851501
- Редактор ижорских текстов: Народные песни Ингерманландии / издание подготовили Эйно Киуру, Тертту Коски, Элина Кюльмясу; общая редакция Унелма Конкка, музыкальный редактор Е. Н. Беклемишева. — Л.: Наука, 1974. — 516 с.